# Daichi Hayashi
Daichi Hayashi (林 大地 Hayashi Daichi?, Osaka, 23 de mayo de 1997) es un futbolista japonés que juega como delantero en el Gamba Osaka de la J1 League.

## Trayectoria
En 2019 se unió al Sagan Tosu de la J1 League. Dos años después dio el salto al fútbol europeo fichando por el Sint-Truidense. Allí también estuvo un par de temporadas antes de ser cedido al 1. F. C. Núremberg. Tras esta cesión regresó a Japón para jugar en el Gamba Osaka.

## Clubes
| Club                        | País     | Año       |
| --------------------------- | -------- | --------- |
| Sagan Tosu                  | Japón    | 2019-2021 |
| Sint-Truidense              | Bélgica  | 2021-2024 |
| 1. F. C. Núremberg (cedido) | Alemania | 2023-2024 |
| Gamba Osaka                 | Japón    | 2024-     |